# Portret štirih tetrarhov
Portret štirih tetrarhov je kiparska skupina s štirimi rimskimi cesarji iz leta 300 n. št.. Kiparska skupina je od srednjega veka pritrjena na vogal fasade bazilike svetega Marka v Benetkah. Verjetno je bila prvotno del okrasa Filadelfijona, trga v Konstantinoplu, leta 1204 ali kmalu zatem pa odnesena v Benetke.

## Predmet
Portret štirih Tetrarhov prikazuje štiri vladarje, odgovorne za celotno cesarstvo, ki ga je ustanovil cesar Dioklecijan . Cesar, ki ga je izbral, je bil Galerij in je vladal nad vzhodni polovici cesarstva, medtem ko sta zahodni polovici vladala avgust Maksimijan in cesar Konstantin Klor, oče Konstantina I. Velikega. Še vedno obstajajo razprave in nesoglasja glede identitete teh kipov in njihove umestitve, vendar je razumno domnevati, da vzhodna vladarja tvorita en par, zahodna vladarja pa drugega.

### Politični okvir
Rimskemu cesarstvu je vladala tetrarhija, sestavljena iz dveh avgustov (višjih cesarjev) in dveh cesarjev (mlajših cesarjev). Cesarstvo je bilo razdeljeno na zahodna in vzhodna ozemlja . Po Dioklecijanu in njegovem kolegu Maksimijanu, ki se je umaknil leta 305, so med tetrarhi izbruhnili notranji prepiri. Sistem je končno prenehal obstajati okoli leta 313 in čeprav je bila ta oblika vladanja kratkotrajna, je služila ločevanju vojaških in državljanskih vlog vodenja in je bil eden prvih primerov uravnotežene moči. V času Konstantina se je tetrarhija umaknila združenemu rimskemu cesarstvu, ko je leta 324 cesar prevzel nadzor nad vzhodno in zahodno polovico. 
Portret štirih tetrarhov simbolizira koncept tetrarhije, namesto da bi zagotovil štiri osebne portrete. Vsak tetrarh izgleda enako, brez kakršnih koli individualnih značilnosti, razen da dva, verjetno predstavljata starejšega avgusta, imata brade, dva pa ne, ki bi lahko simbolizirala cesarja. Skupina je razdeljena na para, vsak objet, ki združuje avgusta in cesarja skupaj. Skupni učinek kaže na enotnost in stabilnost. Sama izbira materiala, trajni porfir (ki je prišel iz Egipta), simbolizira stalnost in togost, ki spominja na egiptovsko kiparstvo, kar pomeni pričakovano večnost ali vsaj trdnost velikega kraljestva. Porfir je bil redek, težko ga je bilo dobiti, zato je bil rezerviran za cesarsko uporabo. 

### Rimski portret
Rimski voditelji so v portretiranju podpirali občutek državljanske dolžnosti in vojaške sposobnosti nad lepoto. Veristični portreti, vključno z mogočnimi grdimi značilnostmi, so kazali zaupanje in vrednotili moč in vodstvo nad površinsko lepoto. Ta vrsta portreta je poskušala pokazati, kaj je pomembno za Rimljane; močan značaj, vrednota nad videzom.
Podobno kot grški vladarji so si rimski voditelji izposodili prepoznavne značilnosti iz videza svojih predhodnikov. Na primer, vladarji, ki so prihajali po Aleksandru Velikem, so v svojih portretih prepisali njegovo posebno frizuro in intenziven pogled . To se je običajno izvajalo, da bi se pokazalo, da so mu podobni in da imajo legitimnost vladanja; skratka, ti fiktivni dodatki so bili namenjeni prepričevanju svojih podanikov, da bi bili tako veliki in močni vodje, kot je bil prejšnji vladar. 
Odločitev, da ponosno prikažejo pomanjkljivosti v portretiranju, je bil zgodnji odmik od idealistične tradicije, ki so jo predali Grki. Očitna brezbrižnost do popolnosti v fizičnem videzu je očitno vodila v končno opustitev realizma, kot vidimo v Portretu štirih tetrarhov.
Vladarja v vsakem paru se nagibata k svojemu kolegu vladarju in ta pozicija skulpturi daje še več pomena kot celote. Zdi se, da so bradate figure na levi vsakega para nagnjene k svojim partnerjem na desni. Njihove brade in roke na ramenih drugega vladarja kažejo, da so to višji vladarji, avgusti, ki dajejo modrost svojim podrejenim cesarjem. Ta jasna upodobitev interakcije z vladanjem kaže jasno hierarhijo celo znotraj razreda vladarja in prikazuje jasen čut za red.

## Zgodovina

### Konstantinopel
Kipi so najverjetneje prvotno krasili stebre na verandi Filadelfiona, javnega trga v Konstantinoplu. Njihova funkcija bi bila podobna mnogim drugim predstavitvam vladarjev v drugih mestih. Predvsem je bil ta namen okrepiti moč in moč tetrarhov nad cesarstvom, močjo, ki bi lahko nagrajevala zveste in zatrla upornike. Ta zadnja tema se zdi, da se odraža v dejstvu, da so vsi štirje tetrarhi oboroženi, nosijo vojaško oblačilo, kar je nedvoumna predstavitev kolektivne moči. Takšna podoba na pomembnem javnem mestu bi povzročila, da bi bile te teme v mislih javnosti, ko so se ukvarjale s svojim vsakodnevnim poslovanjem.

### Benetke
Štiri tetrarhe so zaplenili Benečani, ko je bilo mesto opustošeno med četrto križarsko vojno leta 1204 in jih pripeljali v baziliko sv. Marka v Benetkah. [8] V 1960-ih letih so arheologi v Carigradu odkrili peto manjkajočega stopala blizu mošeje Bodrum. Ta del je v Carigrajskem arheološkem muzeju.
Različno zgodbo pripovedujejo Potovanja Marka Pola, znana beneška avtobiografija, ki jo je s pomočjo svojega pisatelja Rustichella iz Pise zapisal na papir, okoli leta 1300. To zgodbo je treba obravnavati zelo previdno, saj je vir v sodobnem smislu ni zanesljiv:
Spor, ki je izbruhnil pri Akri leta 1255, je prišel v glavo v vojni, ki je trajala leta in se je čutila po vsej Siriji. Začelo se je s prepirom o zelo stari cerkvi sv. Sabe, ki je stala na skupni meji beneških in genovskih posestev v Acru, in ta plamen je bil raznesen zaradi drugih nesrečnih dogodkov. Acre je hudo trpel. Benetke so v tem času večinoma imele prednost, napadale Genovo po kopnem in morju in jo skupaj odvlekle iz Acre. Štiri antične porfirske figure iz sv. Sabe so triumfalno poslali v Benetke in s svojimi nenavadnimi napravami še vedno stojijo na zunanjem kotu sv. Marka, proti vojvodski palači. 
Messenger, Charles, ed. (1929). Potovanja Marka Pola. Celotna izdaja Yule-Cordier. John Murray, London - preko projekta Gutenberg

## Vpliv
Sredozemski umetniški slog se je spremenil s premikom moči iz grškega in makedonskega vodstva v rimsko politično strukturo, vendar so nekateri vplivi in ideali ostali, saj so jih imele grška in rimska kultura. Prevladujoči trend je bil, da so podobnosti voditeljev v svojih upodobitvah kazale močan videz, da bi namigovale na sposobnost posameznika, da vodi svojo družbo do višjih moči in vpliva.

### Egipčanski
Grški voditelji so se močno zgledovali po egiptovskih faraonih v materialih in lastni simbolični predstavitvi, rimski vladarji pa so si jih od njih sposodili. Kot smo že omenili, je rimsko daljnosežno cesarstvo imelo osupljivo moč in vpliv. Pravzaprav je Rimska oblast omogočila uporabo materialov, ki jih ni bilo mogoče najti v Rimu, saj je imperij združil številne regije v trgovinske odnose. To je omogočilo prvi vpliv Egipta in uporabo globoko rdečega porfirja. 
Vizualni vpliv Egipta na Portret štirih tetrarhov je nenavaden, skoraj nemogoče poziranje avgustov na levi vsakega para, ki spominja na poze v egipčanski reliefni skulpturi in slikarstvu. Eden od prepoznavnih primerov je Narmerjeva paleta, ki je pričakovala prihodnje egipčanske umetnine in umetniška dela v številnih prihodnjih klasifikacijah. To postavitev bi pogosto uporabljali egipčanski pisarji in na vidnem mestu prikazali veliko podobo Narmerja, ki je upodobljen s kompozicijo pogledov, z glavo, nogami in rokami v pogledu profila in očesom ter trupom, jasno vidnim v sprednjem pogledu. Ker je resnično človeško bitje nemogoče predstavljati tako, velja splošno soglasje, da Egipčani niso želeli realizma, ampak simbolizem v teh zgodnjih dvodimenzionalnih portretih svojih vladarjev. Še stoletja pozneje so Rimljani našli podoben način upodabljanja, ki je bil uporaben za upodobitev njihove tetrarhije, ko so njihove noge obrnjene naprej, njihovi torzi se obračajo v bližnji profil, glave pa se obračajo na tri četrtinski pogled. 
Rimski cesarski portreti dolgujejo veliko več kot materialno izbiro egiptovskim delom. Medtem ko je bila izbira nepopustljivega, gostega kamna za prikaz podobnosti njihovih močnih voditeljev zagotovo pomembna, so rimski vladarji videli tudi vrednost, ki so jo uporabljali egiptovski vladarji. Egiptovski faraoni so bili upodobljeni v kraljevski, nepopustljivi sedeči pozi, kot v upodobitvi Kefren na prestolu. Razlog, zakaj se skulptura zdi idealizirana in nejasna je, da so egiptovski vladarji menili, da je pomembno, da kiparji predstavljajo božanski status, ki so ga zahtevali. Ta kip ni bil nikoli namenjen za portret, temveč za vizualno referenco lastnosti uspešnega vladarja, ki je nakazal njihovo legitimnost in / ali božansko moč in dobrohotnost v tem vrstnem redu. Eden od najpomembnejših razlogov za to, da so egiptovski vladarji izgledali kot skulpture bogov, je bil poudariti njihovo ločitev in moč nad egiptovskim ljudstvom, kakor tudi božanskost, povezano z njihovim kraljestvom.

### Grški
Ta sodobna rimska praksa si je izposodila umetniške predstave grških voditeljev, predvsem podoba Aleksandra Velikega. Aleksandrov mozaik zlasti prikazuje to podtalno težko prakso v dvodimenzionalnih grških umetniških delih. Makedonski kralj je bil zelo cenjen zaradi svojega neustrašnega vodstva in spretnosti kot bojnega taktika. Grški umetniki so se odločili za to kakovost na dva pomembna načina; njegovo značilno pričesko in prodoren pogled. Aleksandrovi lasje, čeprav niso takoj privlačni, izžarevajo moč v svojem delovanju. Stalna vihravost Aleksandrovih las kaže na stanje stalnega gibanja, zaradi česar se grški voditelj zdi odločen in neustavljiv. Poleg tega Aleksandrov pogled odraža enako vrsto določenega značaja. Njegovi ostri pogledi so sovražnika ustrahovali v bitki in ta ista grozota je njegove podrejene spodbudila, da so se mu podredili in mu sledili v njegovih prizadevanjih .  Aleksandrove edinstvene značilnosti poudarjajo njegovo neustrašnost in odločnost v njegovi vladavini. Čeprav je umrl mlad v vojaški akciji, se je Aleksandru Velikem še naprej posvečalo nešteto vladarjev, ki so prišli za njim.

## Umetniški okvir
Portret štirih tetrarhov je reprezentativen primer poznega cesarskega portreta. To obdobje je zaznamovalo oster odmik od verističnih upodobitev republikanskega Rima, ki se je vizualno odražal skozi slogovne kontraste. Čeprav se ta premik sprva morda zdi kot nazadovanje, je zaznamoval razvoj sloga, v katerem je simbolizem podpiral tako realizem kot idealizem. 

### Rimska republika
Portretiranje v republikanskem Rimu je bil način za vzpostavitev družbene legitimnosti in doseganje statusa prek družine in ozadja. Junaštva, ki so jih storili predniki, so njim in njihovim družinam prinesli javno odobravanje in še več; pompozni državni pogreb, ki ga je plačala država. Voščene maske so odlili od družinskega člana, medtem ko je ta še živel, kar je  hiperrealistične vizualne predstavitve posameznika dobesedno dvignilo iz njihovega obraza. Te maske so se hranile v hišah moških potomcev v spomin na prednike, ko so ti preminili. Te maske so služile kot nekakšen družinski dosežek in so lahko dobile položaj in prednost potomcev, podobno kot otrok dveh diplomantov, ki obiskujejo njuno vseučilišče.
Republikanski Rim je prevzel nepopolnost portretiranja, ker, čeprav je obstajala različna raven moči vsakega družbenega razreda, so vsi imeli malo negotovosti, ta vrsta nedotaknjene fizične predstavitve je vzpodbudila občutek skupnosti, kar pomeni da, medtem ko obstajajo neenakosti, to ne spremeni dejstva, da so bili Rimljani.

### Cesarski Rim
Grški slog in pričakovanja vodstva so se prenesla v portretiranje rimskega vodstva. Pomemben primer je marmorni portret cesarja Karakale iz obdobja Severske dinastija. Skoraj vse predstavitve Karakale odražajo njegovo vojaško moč z njegovim zastrašujoče agresivnim izrazom. Karakala si je izposodil precedenčni Aleksandrov izgled; prodorni pogled. Zaupanje, ki izžareva iz njegovih značilnosti kaže, da ni moški, s katerim bi se lahko norčevalo. Intenzivna kiparska izvedba tega dela še posebej odraža premik k bolj geometrični upodobitvi človeškega obraza, da bi bolje posredovala sporočila javnosti, pogosto posledice moči in avtoritete za ohranjanje miru v rimskem cesarstvu. Cesarje, ki so prišli za Karakalom, so spoštovali tako podrejena vladajoča stranka, kot tudi rimsko prebivalstvo kot celota. Naslednji uspešni cesarji so si prizadevali, da bi imeli portrete, podobne Karakalovim, da bi nakazali, da so bili na isti ravni kot on, tako v smislu vojaške vztrajnosti kot avtoritarnega nadzora. To je omogočilo vse bolj geometrične, manj idealizirane figuralne predstave voditeljev, ki nenehno poudarjajo moč vladarja in podobo. 
Ta geometrični slog se je izkazal kot uporaben za rimske tetrarhe, ki so si po vladavini cesarjev med seboj razdelili vladavino cesarstva. Geometrijski slog ni posebej realističen, vendar je slog, ki se uporablja za vse štiri figure in pošilja sporočilo o trdnosti in sporazumu med štirimi vladarji, ki so pomirjali rimske državljane, hkrati pa so pošiljali nepogrešljivo sporočilo o moči in avtoriteti, ki spominja na prejšnje cesarje. Predstavljanje variante v pojavu tetrarhov je morda prispevalo k temu, da so gledalci favorizirali enega vladarja nad drugimi. Tetrarhija se je namesto tega odločila, da se pokaže kot vizualno sinonimna v tem določenem delu, da bi pokazala svojo ontološko enakost in pokazala enotnost in moč cesarstva skozi to predstavitev vseh štirih skupaj. Z uporabo skoraj identičnih geometrijskih oblik za predstavitev podobnosti je bilo najlažje pokazati njihovo enakost in skupno voljo. Abstrakcija človeške oblike je omogočila jasnejše razumevanje pričakovanj, ki so jih rimski tetrarhi imeli za svoje subjekte in kako so državljani pričakovali, da bodo tetrarhi vladali.

## Slog

### Analiza
Figure so krepke in okrogle, daleč od verodostojnosti ali idealizma prejšnje grško-rimske umetnosti. Figure so toge in stroge, obleka je vzorčasta in stilizirana, v nasprotju z realističnimi, prostorskimi gubami tkanin v klasičnem grškem kiparstvu. Rezultat je bolj ploska, bolj geometrična človeška podoba. Njihovi obrazi so ponavljajoči in zdi se, da so v nekakšnem transu. Poleg tega dejstvo, da so vsi štirje iz iste vrste kamna, pomeni še več solidarnosti in enosti. Ernst Kitzinger primerja z nekoliko kasnejšimi reliefi na  Konstantinovem slavoloku v Rimu. Iste »odkrite razsežnosti, kotne premike, urejanje delov skozi simetrijo in ponavljanje ter upodobitev značilnosti in draperijskih gub skozi zareze namesto modeliranja«. Ob upoštevanju drugih primerov, nadaljuje: »Značilnost sloga, kjerkoli se zdi, je izrazita trdota, teža in oglatost - skratka, skoraj popolna zavrnitev klasične tradicije«. 

### Material
Izbira porfirja kot materiala je bila drzna in posebna za pozno cesarski Rim. Kot da ni dovolj, da je porfir izrecno namenjen imperialni uporabi in da je samo za imperialno uporabo, je redkost kamna služila za postavitev cesarjev ločeno od svojih podrejenih kot njihovih nadrejenih. Primerjalna živahnost porfirja z drugimi kamni je poudarila dejstvo, da te figure niso bile redni državljani; prej so bili na več ravneh, celo dosegli status bogov, vredni spoštovanja, ki so ga pričakovali. Izbira porfirja je naredila cesarje nedosegljive v smislu moči in narave, ki pripadajo drugemu svetu, svetu mogočnih bogov, ki so bili za kratek čas prisotni na zemlji. 
Porfir je bil primeren tudi za fizično škrlatne obleke, ki so jih rimski cesarji nosili, da bi pokazali svoj status. Podobno kot porfir, je bilo tako rdečo tkanino izjemno težko izdelati, saj je tisto, kar zdaj imenujemo škrlat, zahtevalo uporabo redkih polžev za barvanje.  Sama barva bi povzročila, da bi se javnost spomnila, kako naj se obnašajo v prisotnosti resničnih cesarjev, ki so nosili pravo tkanino, s spoštovanjem, ki meji na bogoslužje svojih samooklicanih božjih kraljev. 

### Estetski okvir
Vprašanje, kako pojasniti, kaj se lahko zdi kot nazadovanje tako v slogu kot pri izvajanju v umetnosti pozne antike, je povzročilo veliko razprav. Dejavniki, vključeni v razpravo so: zlom prenosa v umetniških veščinah zaradi političnih in gospodarskih motenj krize 3. stoletja , vpliv vzhodnih in drugih predklasičnih regionalnih slogov iz celega cesarstva (pogled) Josef Strzygowski (1862–1941), ki je zdaj večinoma diskontiran) ,  pojav v umetnosti visokega statusa preprostejšega »priljubljenega« ali »italskega« sloga, ki so ga uporabljali manj bogati skozi vso vladavino grških modelov, aktivno ideološko obračanje proti tistim klasičnim slogom, ki so jih predstavljali in namerno preferenco do preprostega pogleda na svet in izkoriščanja izraznih možnosti, ki jih je dal enostavnejši slog . Eden od dejavnikov, ki ne more biti odgovoren, kot kažejo datum in izvor Portreta štirih tetrarhov, je vzpon krščanstva na uradno podporo, saj so spremembe potekale pred tem. Ta premik umetniškega sloga kaže na slog srednjega veka .